# Новотроицкий сельсовет (Курганская область)
Новотро́ицкий сельсовет — упразднённые административно-территориальная единица и муниципальное образование со статусом сельского поселения в составе Частоозерского района Курганской области.
Административный центр — село Новотроицкое.
9 января 2022 года сельсовет был упразднён в связи с преобразованием муниципального района в муниципальный округ.

## История
В соответствии с Законом Курганской области от 6 июля 2004 года № 419 сельсовет наделён статусом сельского поселения.

## Население
| 1989 | 2002 | 2004 | 2010 | 2012 | 2013 | 2014 |
| ---- | ---- | ---- | ---- | ---- | ---- | ---- |
| 908  | ↘708 | ↘674 | ↘435 | ↘388 | ↘364 | ↘329 |
| 2015 | 2016 | 2017 | 2018 | 2019 | 2020 |      |
| ↘321 | ↘307 | ↘289 | ↘277 | ↘256 | ↘241 |      |

## Состав сельского поселения
| № | Населённый пункт | Тип населённого пункта       | Население |
| - | ---------------- | ---------------------------- | --------- |
| 1 | Гомзино          | деревня                      | ↘58       |
| 2 | Новотроицкое     | село, административный центр | ↘309      |
| 3 | Шестаково        | деревня                      | ↘68       |